# ダニエル・コー
ダニエル・コー (Daniel Caux、1940年 - 2008年7月12日、パリ）は、フランスの音楽学者・エッセイスト・ジャーナリスト・音楽批評家・ラジオパーソナリティ・音楽プロデューサー、およびアカデミー・シャルル・クロの選考委員。妻は映画監督、作家のジャクリーヌ・コー。

## 概要
パリの装飾芸術学校を卒業、数年間絵画に没頭した後、1960年代より音楽批評家として活動。1970年から1990年まで、パリ第8大学（ヴァンセンヌ、のちサンドニ）の講師であった。2008年7月12日逝去。2008年7月14日付けの政令でフランス政府より芸術文化勲章（オフィシエ）を授与されている。

## 経歴

### 音楽批評家、ジャーナリストとして
1960年代末、新傾向ジャズ、アメリカ現代音楽、ワールドミュージック並びにあらゆるジャンルの周縁音楽の専門家として記事を発表したのを皮切りに、1969年から1975年にかけて「コンバ」や「ジャズ・ホット」、また「ラール・ヴィヴァン」に寄稿。1974年から1976年まで「シャルリー・マンシュエル」にアラブ音楽についての一連の記事を書き、1975年から1979年までは「ル・モンド」にも協力していた。
1980年代から90年代までは「アール・プレス」と「ヌーヴェル・オプセルヴァトゥール」に寄稿し、多くの共同出版に関わった。
1990年代半ばからは電子音楽的探究、ミニマル音楽の反復性、トランス的伝統音楽の強迫的特徴などへの興味からテクノ・ミュージックの擁護者となり、1998年に出版された、「アール・プレス」の号外特集「テクノ、電子文化のアナトミー」などに記事を書くことになった。

### ラジオパーソナリティとして
1970年から1999年までラジオ・フランスのフランス・キュルチュールとフランス・ミュジックで数多くの音楽番組を手がけた。
1995年、アメリカの作曲家ハリー・パーチについてのラジオ番組を企画、放送した。
1999年2月、フランス・キュルチュールのためにテクノ・ミュージックについてのフランス初のラジオ番組「イプノミクソテクノ」を製作。
1999年から2002年の3年間はフランス・キュルチュールの音楽アドバイザーを勤めた。

### 企画者、招聘者として
音楽イベントのプロデューサーとしては、1970年の「マーグ財団の夜」音楽祭（アメリカ特集年）に、アメリカの「フリー・ジャズ」から、サックス奏者アルバート・アイラーを初めて米国外で演奏させ、またサン・ラのグランド・オーケストラを招聘した。
また、セシル・テイラーをパリに招聘した際、親交のあったリュック・フェラーリを紹介し、フェラーリはこの模様を映画「大いなるリハーサル」の”パリのセシル・テイラー”として制作した。
米国現代音楽の「アンダーグラウンド」系では、ラ・モンテ・ヤングの「シアター・オブ・エターナル・ミュージック」や、テリー・ライリーの延々と続く反復変奏のようなミニマル・ミュージックをフランスに紹介した。
「ポストモダン」的音楽傾向へのダニエル・コーの思い入れは、パリの「テアトル・ド・ラ・ヴィル」において、「他の音楽たち」と題されたコンサート・シリーズとして結実し、1986年エストニアの作曲家アルヴォ・ペルトを発掘し、1989年まで、アメリカのジョン・ハッセル、マイケル・ガラッソ、グレン・ブランカのような規格外の音楽家たちを数多く紹介した。
また他の重要な作曲家をパリに招聘した。主なものとしては1971年「パリの秋」音楽祭において「テアトル・ド・ラ・ミュジック」にスティーヴ・ライヒを、1973年にはフィリップ・グラスを、1974年にはロバート・アシュリーと「ソニック・アーツ・ユニオン」を招聘した。
一連の彼らとの関係はパートナーであり、協力者でもあったジャクリーヌ・コーによって「プリズムの色、時間のメカニック "Prism's Colors, the Mechnics of Time"」として映像化されている。
「新しい流れ」の名の下に彼は、フランス・キュルチュールのためにパリ市立近代美術館の若手芸術家ビエンナーレの枠内で二つのコンサートシリーズを企画したが、これは「ポストモダン」と呼ばれるミニマリズムから派生した音楽的方法に焦点を当てたものだった。1980年には、ギャヴィン・ブライアーズとマイケル・ナイマンという2人の英国人と、米国西海岸からはハロルド・バッドとダニエル・レンツを呼んだ。1982年には、ムーンドッグの大オーケストラと、ロンドンのペンギン・カフェ・オーケストラを招聘した。
パトリス・シェローの要請により、アラン・クロンベックと共に、1984年と1985年、ナンテール＝アマンディエ劇場において、「アラブ音楽の日々」と題するコンサートを企画。
1995年、アメリカの作曲家ハリー・パーチについてのいくつかのラジオ番組を放送することで、1970年代初頭から彼が構想していたフランスでのコンサート企画がようやく進展することになった。これらのラジオ放送の後、フランスにおいて初めて、リールにおけるアメリカ音楽祭でハリー・パーチによって作られた楽器がディーン・ドラモンドの「ニューバンド」によって演奏された。

### 音楽監督として
シャンタル・ダルシーによって創設されたレーベル「シャンダール」の音楽監督を務めた。シャンダールのカタログは、「今日の未来音楽」と題され、そこにはアルバート・アイラー、サン・ラ、セシル・テイラーなどと共に、テリー・ライリー、スティーヴ・ライヒ、フィリップ・グラスなどのアメリカのミニマリストたち、そしてフランスの音楽家たちのレコードも見出される（フランソワ・テュスクの「間共同体的音楽」、ヴァンサン・ル・マーヌとベルトラン・ポルケの「漂流するギター」デュオ、グループ「ゴング」とダシエル・エダヤの「時代遅れ」など）。
1994年、ポンピドゥー・センターの「オフ・リミット」展の音楽監督を務めた。
フランスにおける2000年記念祭では、アヴィニョンでの「美」大展覧会の音楽監督を務めた（特に、アヴィニョン教皇庁において、カナダの作曲家・DJのリッチー・ホーティンと共に電子音楽のインスタレーションを制作した）。

## 主な著作
- Le Silence, les couleurs du prisme et la mécanique du temps qui passe
- Les mille et un trésors des musiques arabes(Ali Charlieとの共著)